# 帕朗卡拉亚
帕朗卡拉亚，或譯巴朗卡拉雅、巴冷加拉椰，是印度尼西亚中加里曼丹省的首府。 该市人口是160018人（2000年人口普查）。 
印尼第一任總統蘇加諾曾建議將印尼首都從雅加達遷移到這一座城市。
2001年在帕朗卡拉亚和中加里曼丹省的其它地方发生了土著的达雅族与外来的马都拉族之间的血腥的种族冲突，数千马都拉族人被疏散到其他岛屿躲避暴力。
2019年4月底，帕朗卡拉亚被传为印度尼西亚迁都的候选城市之一。